# الحارث بن نوفل
الحارث بن نوفل بن الحارث بن عبد المطلب صحابي، تأخر إسلامه حتى العام الخامس الهجري، ولاه النبي محمد على جدة، ثم استعمله الخلفاء أبو بكر الصديق وعمر بن الخطاب وعثمان بن عفان عليها، ثم انتقل إلى البصرة، وتوفي بها في آخر خلافة عثمان.

## سيرته
تأخر إسلام الحارث بن نوفل بن الحارث بن عبد المطلب بن هاشم حيث أسلم مع أبيه نوفل بن الحارث ابن عم النبي محمد في العام الخامس الهجري أيام غزوة الخندق، وهو أكبر ولد أبيه.
استعمله النبي محمد على جدة، وأقرّه الخلفاء أبو بكر الصديق وعمر بن الخطاب وعثمان بن عفان، ثم انتقل إلى البصرة في ولاية عبد الله بن عامر بن كريز، واختطّ بها دارًا له.
توفي الحارث بن نوفل في البصرة في آخر خلافة عثمان بن عفان، وعمره نحو السبعين. وكان الحارث من أشبه الناس بالنبي محمد في الشكل، كما كان سَلَفًا للنبي محمد، حيث كان زوجًا لهند بنت أبي سفيان بن حرب أخت أم حبيبة رملة بنت أبي سفيان زوجة النبي محمد.

## روايته للحديث النبوي
- روى عن: النبي محمد[2] وعائشة بنت أبي بكر.[1]
- روى عنه: ابنه عبد الله بن الحارث بن نوفل[3] وحفيده الحارث بن عبد الله بن الحارث وأبو مجلز لاحق بن حميد البصري.[1]
- الجرح والتعديل: روى له النسائي في سننه.[1]